# Natsuki Takaya
Natsuki Takaya (高屋 奈月 Takaya Natsuki) é o codinome de Naka Hatake (Shizuoka, 7 de julho de 1973) é uma autora de mangás muito famosa no Japão. Ela nasceu em Shizuoka, Japão, mas foi criada em Tóquio. Segundo Takaya ela quis ser mangaká desde a 1° série, quando a irmã dela começou a fazer aulas de desenho (a irmã mais velha dela também queria ser mangaká). Ela não gosta de falar sobre ela mesma. Após o lançamento do 6 volume de Fruits Basket Takaya quebrou a mão esquerda e teve que fazer uma cirurgia, ela se recuperou muito bem mas reclamou que a escrita dela tinha ficado estranha por causa da cirurgia.
Sua série de mangás Fruits Basket foi um dos mangás shōjo mais vendidos na América do Norte.

## Séries
- Gen'ei Musou (Ilusão e Fantasia)
- Tsubasa wo Motsu Mono (Aquele que Possui Asas)
- Fruits Basket (フルーツバスケット Furūtsubasuketto), 1998 - 2006
- Hoshi Wa Utau